# Anarta nordstromi
Anarta nordstromi là một loài bướm đêm trong họ Noctuidae.